# Samuele Campo
Samuele Campo (Basilea, 6 luglio 1995) è un calciatore svizzero, centrocampista svincolato.

## Carriera
Cresciuto nel settore giovanile del Basilea, squadra della sua città natale, nel 2016 viene ceduto al Losanna. Il 27 dicembre 2017 fa ritorno al Basilea, con cui firma un contratto di quattro anni e mezzo.

## Statistiche

### Presenze e reti nei club
Statistiche aggiornate al 28 dicembre 2017.
| Stagione        | Squadra         | Campionato      | Campionato | Campionato | Coppe nazionali | Coppe nazionali | Coppe nazionali | Coppe continentali | Coppe continentali | Coppe continentali | Altre coppe | Altre coppe | Altre coppe | Totale | Totale | Totale |
| Stagione        | Squadra         | Comp            | Pres       | Reti       | Comp            | Pres            | Reti            | Comp               | Pres               | Reti               | Comp        | Pres        | Reti        | Pres   | Reti   |        |
| --------------- | --------------- | --------------- | ---------- | ---------- | --------------- | --------------- | --------------- | ------------------ | ------------------ | ------------------ | ----------- | ----------- | ----------- | ------ | ------ | ------ |
| gen.-giu. 2016  | Losanna         | CL              | 5          | 1          | CS              | -               | -               | -                  | -                  | -                  | -           | -           | -           | 5      | 1      |        |
| 2016-2017       | Losanna         | SL              | 34         | 6          | CS              | 0               | 0               | -                  | -                  | -                  | -           | -           | -           | 34     | 6      |        |
| 2017-gen. 2018  | Losanna         | SL              | 18         | 4          | CS              | 2               | 0               | -                  | -                  | -                  | -           | -           | -           | 20     | 4      |        |
| Totale Losanna  | Totale Losanna  | Totale Losanna  | 57         | 11         |                 | 2               | 0               |                    | -                  | -                  |             | -           | -           | 59     | 11     |        |
| gen.-giu. 2018  | Basilea         | SL              | 0          | 0          | CS              | 0               | 0               | UCL                | -                  | -                  | -           | -           | -           | 0      | 0      |        |
| Totale carriera | Totale carriera | Totale carriera | 57         | 11         |                 | 2               | 0               |                    | -                  | -                  |             | -           | -           | 59     | 11     |        |

## Palmarès

### Club
- Coppa Svizzera: 1

Basilea: 2018-2019